# Michael Nissen
Michael Nissen es un deportista alemán que compitió para la RFA en vela en la clase Star. Ganó una medalla de oro en el Campeonato Europeo de Star de 1990.

## Palmarés internacional
| \| Campeonato Europeo \| Campeonato Europeo \| Campeonato Europeo \| Campeonato Europeo \| \| Año \| Lugar \| Medalla \| Clase \| \| ------------------ \| ------------------ \| ------------------ \| ------------------ \| \| 1990 \| Laredo (España) \| Medalla de oro \| Star \| |                 |                |       |
| Campeonato Europeo |                 |                |       |
| Año | Lugar           | Medalla        | Clase |
| 1990 | Laredo (España) | Medalla de oro | Star  |